# Pedro Pinto (jornalista)
Pedro Mendonça Pinto (Lisboa, 28 de janeiro de 1975) é um jornalista e profissional de comunicação luso-americano. É o fundador e CEO de uma agência de comunicação desportiva, denominada Empower Sports. Anteriormente, trabalhou como diretor de comunicação na UEFA, na Suíça. Pinto foi também pivô de notícias desportivas da CNN International em Atlanta e Londres, cobrindo eventos de grande visibilidade de todo o mundo, incluindo o Campeonato do Mundo FIFA 2002 e as finais da Liga dos Campeões da UEFA.

## Início de vida
Pedro Pinto nasceu em Lisboa. Enquanto crescia em Portugal, frequentou a "St. Julian's School" em Carcavelos e a escola americana "AISL" em Carnaxide. Mais tarde, nos Estados Unidos, tirou um curso técnico na "Carolina School of Broadcasting" e estudou na UNCC, onde durante três anos trabalhou como jornalista desportivo para o jornal universitário, vencendo o prémio de "Jornalista Desportivo do Ano" em 1999.

## Carreira na televisão
Pinto começou a sua carreira televisiva na RTP em 1996, canal no qual apresentou uma série de programas de desenhos animados, incluindo o “Hugo”. Foi também na RTP que ele teve a oportunidade de apresentar o programa de notícias “Caderno Diário”, no qual se especializou em desporto. Em Agosto de 1998 Pinto foi contratado pela CNN, para ser um dos apresentadores do programa de desporto global “World Sport” e, nesse cargo cobriu um conjunto abrangente de eventos, incluindo o Campeonato do Mundo FIFA022 e várias finais da Liga dos Campeões da UEFA.
Depois de ter trabalhado na Sport TV em Portugal de 2003 a 2006, Pinto voltou à CNN como pivô de desporto e repórter em Londres. Pinto já entrevistou diversas personalidades de topo do mundo desportivo, incluindo Ronaldo, Kaká, Robinho, José Mourinho, Roger Federer, Rafael Nadal, Alex Ferguson, Pelé e Novak Djokovic. Ele continuou como pivô no programa “World Sport” da CNN e, mais tarde, apresentou também um novo programa de futebol denominado “CNN FC”. Ocasionalmente, participou no podcast de futebol “Football Weekly” do The Guardian.
Desde 2018, Pinto tem coberto todas as edições da Liga dos Campeões da UEFA para a Eleven Sports Network em Portugal.

## Trabalho na UEFA e na FIFA
Pinto saiu da CNN em 2013 e em janeiro de 2014 aceitou o cargo de chefe do gabinete de imprensa na UEFA, trabalhando diretamente com o presidente Michel Platini. Foi depois promovido a diretor de comunicação, trabalhando com o novo presidente Aleksander Ceferin.
No seu cargo, Pinto supervisionou o gabinete de imprensa, as comunicações empresariais e todas as plataformas digitais da UEFA. Ele também criou a campanha #EqualGame, que visava promover a diversidade e a inclusão, contando com diversas estrelas internacionais, como Cristiano Ronaldo, Leo Messi e Paul Pogba.
Desde 2005, Pinto já apresentou vários sorteios da Liga dos Campeões da UEFA e prémios. Ele também apresentou a cerimónia de entrega dos prémios relativos ao Jogador do Ano da FIFA de 2009, realizada em Zurique, na Suíça, ao lado de Charlotte Jackson, bem como o FIFA Ballon d”Or de 2010 com Carol Manana. A 30 de novembro de 2019, Pinto coapresentou o sorteio da fase de grupos do Campeonato Europeu de Futebol de 2020, juntamente com Corina Caragea, em Budapeste.

## Vida pessoal
Pedro Pinto vive em Lisboa e é o fundador e CEO da Empower Sports. A sua agência de comunicação trabalha com vários jogadores, treinadores, clubes e federações. Ele é fluente em português, inglês, espanhol e francês.